# Йонник
Йонник (пол. Jonnik) — село в Польщі, у гміні Станін Луківського повіту Люблінського воєводства.
Населення — 342 особи (2011).
У 1975-1998 роках село належало до Седлецького воєводства.

## Демографія
Демографічна структура станом на 31 березня 2011 року:
|          | Загалом | Допрацездатний вік | Працездатний вік | Постпрацездатний вік |
| -------- | ------- | ------------------ | ---------------- | -------------------- |
| Чоловіки | 176     | 35                 | 118              | 23                   |
| Жінки    | 166     | 28                 | 102              | 36                   |
| Разом    | 342     | 63                 | 220              | 59                   |